# Tomassjön
Tomassjön är en sjö i Åsele kommun i Lappland och ingår i Ångermanälvens huvudavrinningsområde. Sjön har en area på 0,276 kvadratkilometer och ligger 390,3 meter över havet.

## Delavrinningsområde
Tomassjön ingår i det delavrinningsområde (709763-159109) som SMHI kallar för Utloppet av Tomassjön. Medelhöjden är 449 meter över havet och ytan är 5,17 kvadratkilometer. Det finns inga avrinningsområden uppströms utan avrinningsområdet är högsta punkten. Vattendraget som avvattnar avrinningsområdet har biflödesordning 3, vilket innebär att vattnet flödar genom totalt 3 vattendrag innan det når havet efter 212 kilometer. Avrinningsområdet består mestadels av skog (79 procent) och sankmarker (11 procent). Avrinningsområdet har 0,28 kvadratkilometer vattenytor vilket ger det en sjöprocent på 5,4 procent.